# ستيفان كورت
ستيفان كورت (و. 1959  م) هو ممثل مسرحي، وممثل أفلام، وممثل تلفزي سويسري، ولد في برن.

## وصلات خارجية
- ستيفان كورت على موقع IMDb (الإنجليزية)
- ستيفان كورت على موقع مونزينجر (الألمانية)
- ستيفان كورت على موقع ألو سيني (الفرنسية)
- ستيفان كورت على موقع ميوزك برينز (الإنجليزية)
- ستيفان كورت على موقع أول موفي (الإنجليزية)
- ستيفان كورت على موقع قاعدة بيانات الأفلام السويدية (السويدية)
- ستيفان كورت على موقع ديسكوغز (الإنجليزية)
- ستيفان كورت على موقع قاعدة بيانات الفيلم (الإنجليزية)
- ستيفان كورت على موقع كينوبويسك (الروسية)